# Hainichen (Saxônia)
Hainichen é um município da Alemanha, situado no distrito de  Mittelsachsen, no estado da Saxônia. Tem 51,57 km² de área, e sua população em 2019 foi estimada em 8.558 habitantes.